# 硝质体

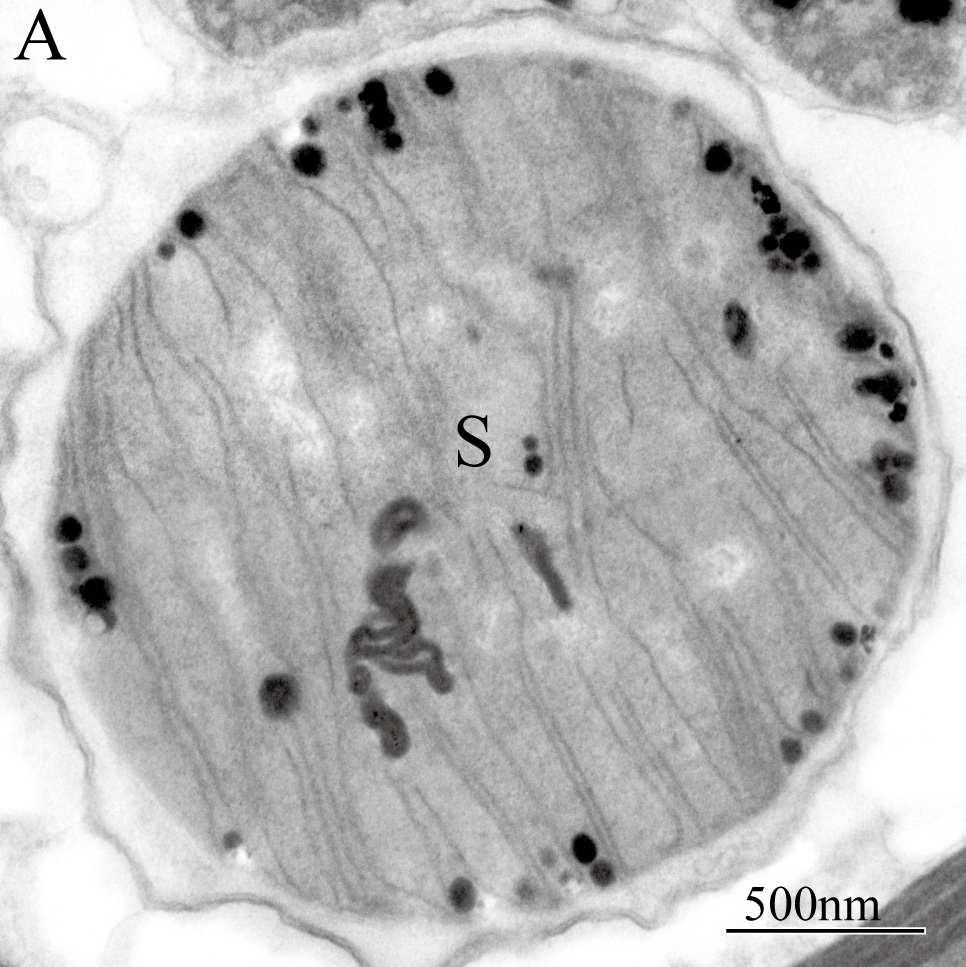
透射电镜下，贝氏布拉藻中的硝质体（S）

硝质体是在某些藻类（如定鞭藻門普林藻纲的贝氏布拉藻，Braarudosphaera bigelowii）中发现的细胞器，它在固氮过程中发挥着至关重要的作用，这是人们首次发现真核生物的固氮作用，此前这一过程被认为是细菌或古菌独有的。

## 发现
2012年，研究人员发现贝氏布拉藻（Braarudosphaera bigelowii）与一种名为UCYN-A的蓝细菌存在密切的相互作用。他们认为，UCYN-A将氮气转化为藻类生长所需的氨，作为回报，藻类为其提供生长所需的碳源，以形成稳定的内共生关系。然而，后续研究表明，UCYN-A不应被视为独立的生物体，而应被视为藻类内的细胞器：它们缺乏光合作用和DNA复制所需的关键蛋白质，必需依赖于宿主细胞产生的蛋白质；通过成像研究，研究人员观察到它们与宿主细胞一起分裂，确保它们传递到子细胞。

## 影响
固氮体的发现革新了人们的传统认知，对细胞生物学和农业科学都具有重大意义，为人们在农作物中引入固氮基因提供了新思路，从而有可能减少对氮肥的需求并减轻环境破坏。